# Rubus dufftianus
Rubus dufftianus är en rosväxtart som beskrevs av W.Jansen. Rubus dufftianus ingår i släktet rubusar, och familjen rosväxter. Inga underarter finns listade i Catalogue of Life.